# St. Franziskus und Georg (Altensteig)

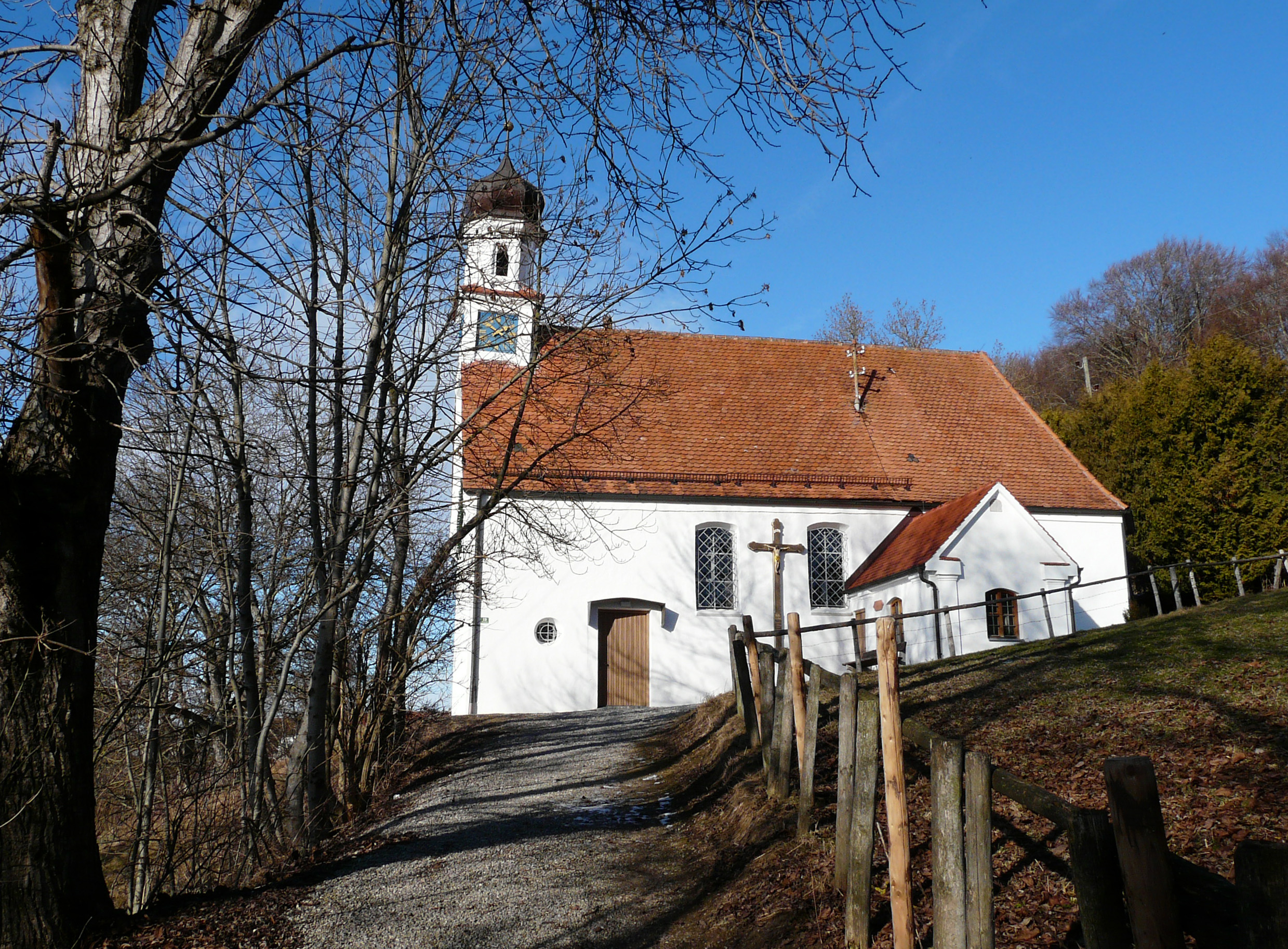
St. Franziskus und Georg in Altensteig, Dirlewang

Die römisch-katholische Kapelle St. Franziskus und Georg befindet sich im oberschwäbischen Altensteig, einem Ortsteil von Dirlewang im Landkreis Unterallgäu in Bayern. Umgangssprachlich wird die Kapelle auch Käppele genannt. Die Kapelle steht unter Denkmalschutz.

## Lage
Die geostete Kapelle steht auf dem den Ort nach Osten hin begrenzenden Hang in etwa der Mitte des in Nordsüd-Richtung ausgerichteten Ortes. Nach Osten hin beginnt der Wald Unteres Bauernholz, im Westen liegen mehrere Bauernhöfe. Im Norden befinden sich landwirtschaftlich genutzte Wiesen, im Süden ein Bauernhof.

## Geschichte
Der Ort wurde erstmals 1256 erwähnt und besaß bereits damals eine eigene Kapelle. Der nördliche Teil des Ortes, auf dem auch die Kapelle stand, gehörte zur Pfarrei St. Jakobus der Ältere in Mindelau, der südliche Teil gehörte zur Pfarrei Mariä Verkündigung in Dorschhausen. Die Gottesdienste wurden abwechselnd von den beiden Pfarrern der Pfarreien gehalten. Der heutige Kapellenbau wurde um 1700 ausgeführt. Der Altar stammt aus der Zeit um 1680. Im Jahre 1831 wurde die Sakristei angebaut. Nach Osten erweiterte man die Kapelle im Jahre 1936. Von 1941 bis 1942 fand eine Innenrestaurierung statt. 1964 wurde die Kapelle außen und innen renoviert.

## Baubeschreibung
Der flachgedeckte Chor ist gegenüber dem Langhaus um drei Stufen erhöht und besitzt einen 5/8-Schluss. Dieser wurde mit den durch einen hölzernen Balken verbundenen Wandpfeilern am Choransatz 1936 angebaut. Zuvor hatte die Kapelle lediglich einen dreiseitigen Schluss, der am heutigen Chorbogen ansetzte. An der Ostseite des Deckenbalkens befindet sich die Jahreszahl 1964 als Hinweis auf eine Restaurierung. Im Chorraum befinden sich beiderseits Kreisfenster, im Mittelabschnitt der Langhauswände je zwei Stichbogenfenster. Am Ostende der Langhaussüdwand befindet sich mit einer Stichbogentür der Zugang zur Sakristei. Nahe dem Westende befindet sich, mit einer Rechtecktür in einer Stichbogennische, der Zugang zur Kapelle. Im Westen des Langhauses befindet sich eine Holzempore mit einer marmorierten Brüstung. Diese ist durch kannelierte, dorisierende Pilaster und Rechteckfelder gegliedert. Unter der Empore befinden sich in den Langhauslängwänden kleine Kreisfenster. Gedeckt ist das Langhaus mit einer hölzernen Felderdecke aus der Erbauungszeit mit profilierten Leisten und eingelassenen Gemälden. Der Chorraum besitzt eine neue, etwas höher liegende Weißputzdecke.
Das äußere besitzt ein leicht vorkragendes Traufgesims und profilierte Giebelschrägen. Der Dachreiter der Kapelle befindet sich auf dem Westgiebel. An den drei freien Seiten seines quadratischen Sockels, der von einem Karniesgesims abgeschlossen wird, befinden sich Rechteckblenden mit Zifferblättern. Am darüber befindlichen Oktogon befinden sich Ecklisenen, ein gefelderter Sockel, Rundbogenöffnungen, ein gefelderter Fries mit Querovalöffnungen und ein Karniesgesims. Lediglich an den Diagonalseiten befinden anstatt der Rundbogenöffnungen Rundbogenblenden. Bekrönt wird der Dachreiter von einer Zwiebelhaube.
Die Sakristei befindet sich am Ostende der Langhaussüdseite. Der rechteckige Bau mit der Schmalseite im Süden besitzt einen Sockel, toskanisierende Pilaster neben den Ecken. Lediglich die Ostecken besitzen keine solchen. Des Weiteren ist an der Sakristei ein profiliertes Traufgesims angebracht. Sie ist mit einem Satteldach versehen. Die Fenster sind Stichbogig und im Westen zwischen der Kirchenwand und Pilaster befindet sich der stichbogige Eingang. Darüber befindet sich eine querrechteckige Blende folgende Inschriften M.A.Z.P.I.M. / I.A.G.P.I.D. / MDCCXXXI. O. /C + R. Die ersten beiden Wörter bedeuten die Pfarrer in Mindelau und Dorschhausen. Im Südgiebel befindet sich ein quadratischer Inschriftstein mit der Inschrift NEI / GEPAVT / ANNO / MDCCCXXXI / R + R.

## Ausstattung

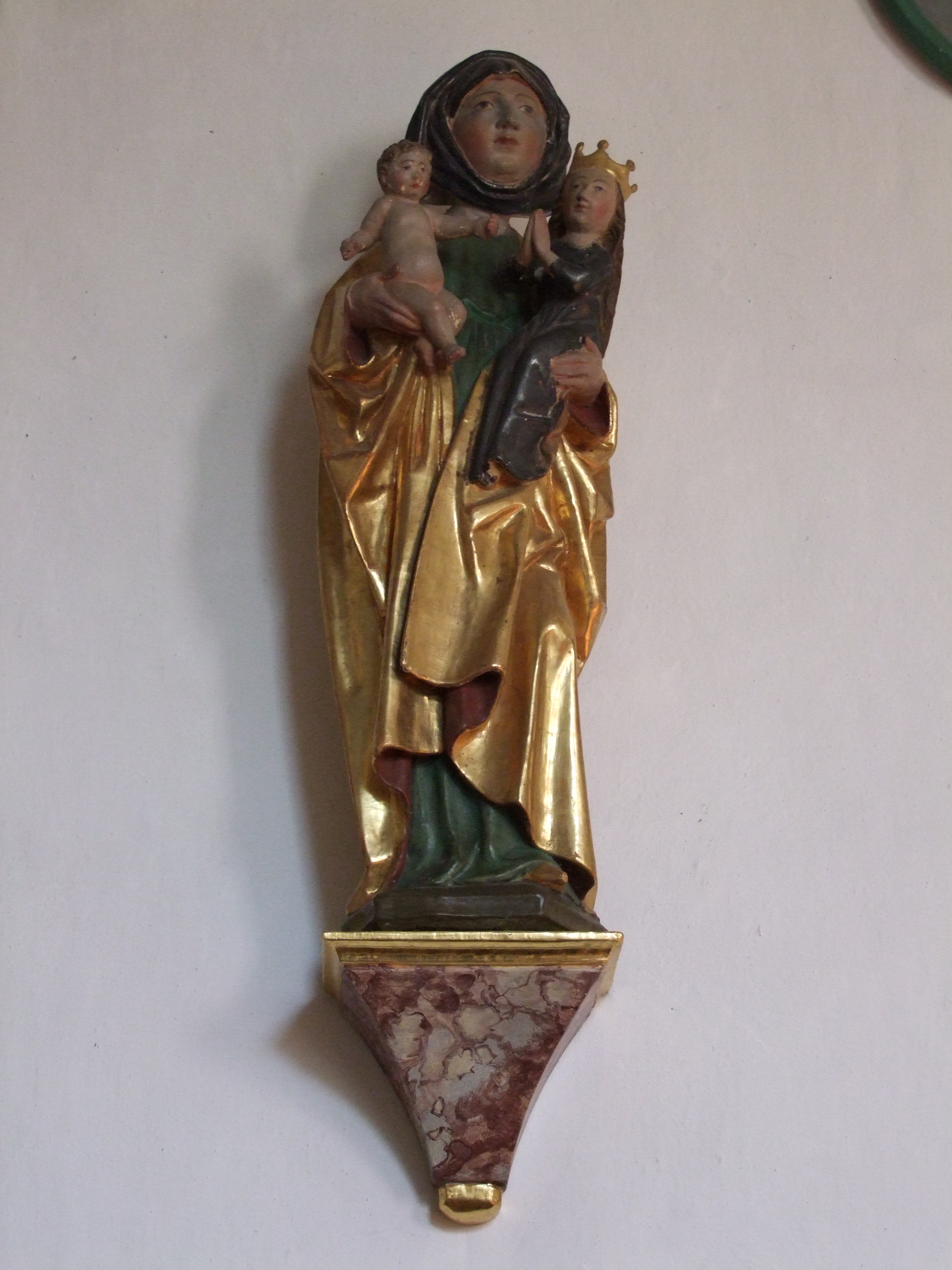
Anna Selbdritt aus der Zeit um 1500

In den vorderen Reihen des Gestühls haben sich die Wangen aus der Erbauungszeit um 1700 erhalten. Sie bestehen aus Eichenholz und sind mit Schnitzdekor versehen. Sie besitzen einen erhöhten Rand, Fruchtgehänge und oben ein von einer Volute herabhängendes Akanthusblatt. Das übrige Gestühl ist erneuert. In der Nordwand befindet sich in einer vergitterten Nische eine Muttergottes aus Alabaster aus der Zeit um 1460. Die Holzfiguren der Kapelle sind allesamt gefasst. Aus der Zeit um 1500 stammen die an den Chorpfeilern angebrachten Statuen des heiligen Bartholomäus und Ulrich. Die Pietá stammt aus der ersten Hälfte des 18. Jahrhunderts, das Kruzifix aus der Mitte des 16. Jahrhunderts. Die stehende Anna Selbdritt wurde um 1500 gefertigt, der Auferstehungsheiland in der Mitte des 18. Jahrhunderts. Des Weiteren befinden sich im Langhaus und der Emporenbrüstung 14 kleine Halbfiguren der Apostel mit Jesus und Maria. Diese sind vor ovale Scheiben geheftet und stammen aus dem Anfang des 18. Jahrhunderts.
In der Kapelle befinden sich mehrere Gemälde. Ein hochrechteckiges aus der Erbauungszeit der Kapelle um 1700 zeigt die Anbetung der heiligen drei Könige. Ebenfalls um 1700 wurden zwei kleine Gemälde mit der Darstellung der Armen Seelen im Feuer gemalt. Sie sind in viersäulige, hölzerne Ädikulen mit einem gesprengten Giebel eingesetzt. Wohl aus dem 18. Jahrhundert stammt das Bild der Altöttinger Muttergottes. Die 14 Kreuzwegstationen stammen aus dem 18. Jahrhundert.

### Deckengemälde

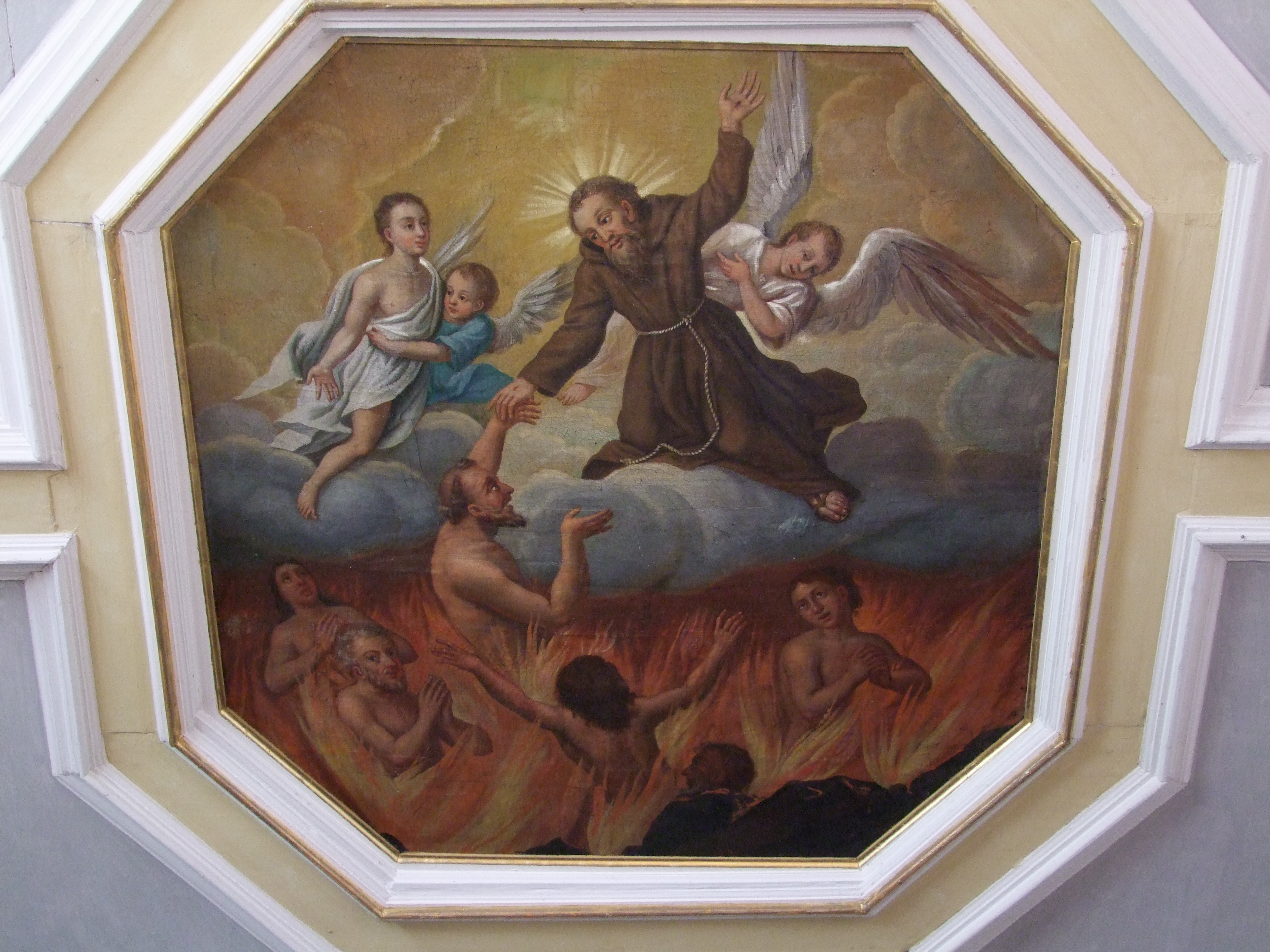
Franziskus als Helfer der armen Seelen

Die Gemälde an der Langhausdecke stammen aus der Bauzeit der Kirche um 1700. Sie wurden in achteckige und runde Rahmen an der Decke eingefasst. Das östliche ist in einem Achteckfeld und zeigt den Heiligen Franziskus in der Glorie vor Jesus und Maria. Im mittleren Kreisfeld ist die Szene zu sehen, in der Franziskus einen Ablass von Gott und Maria erhält. Eine Putte trägt in diesem Bild eine Schriftrolle mit dem Text Francis-/cus Erlangt / Vollkomme / Ablaß von / Gott und Maria. Im westlichen Achteckfeld ist Franziskus als Helfer der Armen Seelen zu sehen. Entlang der Längsränder sind kleine runde Felder mit Tafelbildern in die Decke eingelassen. Sie stammen aus der zweiten Hälfte des 19. Jahrhunderts. Sie zeigen die vier Evangelisten. Übereckgestellt befinden sich Tafelbilder mit Engeln die die Marterwerkzeuge tragen.
Im Chorraum befindet sich an der Decke ein Jesusmonogrammfresko aus dem Jahr 1942 von Franz Hartmann aus dem nahen Buchloe.

### Altar

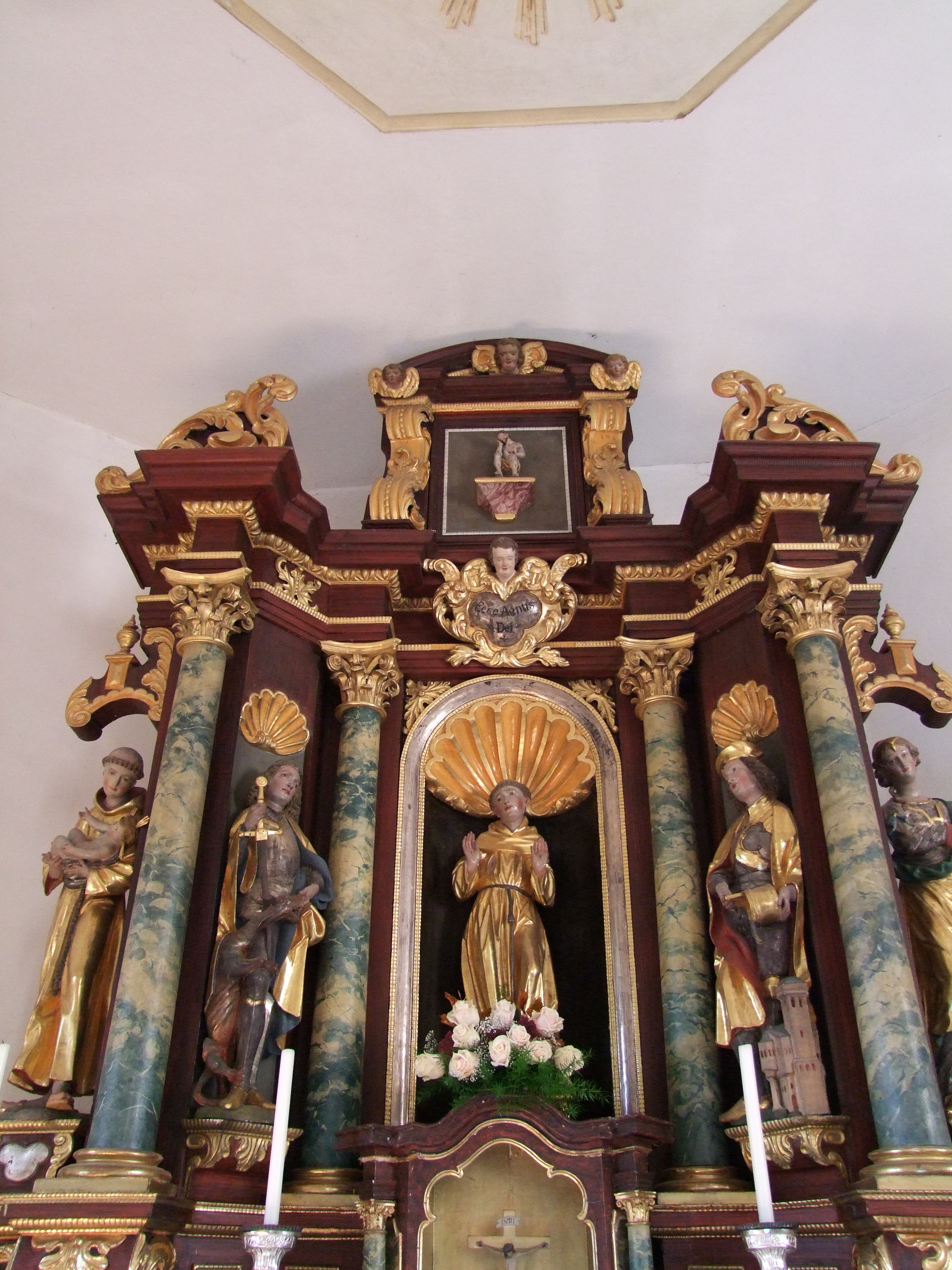
Der Altar

Der Altar der Kapelle steht im Chorraum und stammt aus der Zeit um 1680 und wurde 1942 restauriert. Das Holz ist in rotbraun gefasst, die Säulen sind blau marmoriert. Der Stipes ist in Form eines Sarkophags gefasst. Der Tabernakel auf ihm wird von Säulen flankiert und schließt mit einer geschweiften Nische ab. Er ist Neubarock. Der Altaraufbau ist mit einer Muschelnische mit einer gefassten Holzfigur des heiligen Franziskus aus dem Ende des 15. Jahrhunderts bestückt. Zwischen den flankierenden, vorgestaffelten Säulenpaaren befinden sich schräge Achsen mit schmalen Muschelnischen. Darin befinden sich Holzfiguren, die gegen Ende des 15. Jahrhunderts geschaffen wurden. Links befindet sich der heilige Georg, rechts der heilige Florian. Außen befinden sich auf Konsolen und unter Baldachinkonsolen Holzfiguren aus dem mittleren 18. Jahrhundert. Sie zeigen links den heiligen Antonius von Padua, rechts die heilige Apollonia. Das Gebälk des Altares ist verkröpft und mit eingerollten Segmentgiebelstücken bestückt. Im Altarauszug, der von Volutenvorlagen begrenzt ist und mit einem Segmentgiebel abschließt, befindet sich eine kleine Holzstatue des Heilands in der Rast aus dem 18. Jahrhundert.